# Rodriguezia satipoana
Rodriguezia satipoana är en orkidéart som beskrevs av Dodson och David Edward Bennett. Rodriguezia satipoana ingår i släktet Rodriguezia och familjen orkidéer. Inga underarter finns listade i Catalogue of Life.